# 国王至上法
国王至上法（こくおうしじょうほう、英語: Act of Supremacy）は、1534年にテューダー朝のイングランド王ヘンリー8世により発布された法令。国王をローマ教会（カトリック）から独立したイングランド国教会（プロテスタント）の「唯一最高の首長」と規定した法。首長令、首長法とも呼ばれる。1559年にエリザベス1世が2度目の国王至上法（1558年国王至上法）を発布し、「唯一最高の首長」を「唯一最高の統治者」に変更した。

## 背景
ヘンリー8世は王位継承者としての男子を望んでいたが、王妃キャサリン・オブ・アラゴン（スペイン出身）との間に子供は望めなかった。そうした中、キャサリンの侍女でヘンリー8世の愛人でもあったアン・ブーリンの懐妊が明らかとなり、出産までに正式にキャサリンと離婚しない限り、アンが妊娠している子が正式な継承者として認められないという事態が発生した（アンが出産したのは結局は女子で、後のエリザベス1世であった）。このためキャサリンとの離婚（婚姻の無効）を図るが、キャサリンの甥でスペイン王兼神聖ローマ皇帝カール5世との関係悪化を懸念した当時のローマ教皇クレメンス7世は、この離婚を認めなかった。また、かねてヘンリー8世は、国内の教会が王国の法と対立するような法を定めていることに反発を抱いていた。こうしたことから、ヘンリー8世とローマ教皇の対立は決定的なものとなった。
この離婚訴訟が失敗に終わると、イングランドにおける教皇権のすべてを取り除くことによって離婚問題の決着が図られることになり、ヘンリー8世の側近のトマス・クロムウェルが1529年から1536年まで開かれた宗教改革議会で、そうした目的に沿った法律を次々と制定することで実現させた。議会の反聖職者感情を利用した王はクロムウェルの奔走もあり、教皇権と聖職者の特権を否定、ローマ教皇庁と決別してイングランド国教会を設立するまでになる。
教皇と決別する道を取る場合、イングランド国内の聖職者の同意が不可欠のため、1530年から1531年にかけて王は聖職者会議を恫喝で屈服させた。翌1532年にはクロムウェルが起草した庶民院の請願（教会の立法権に反対する内容）を受け取り、聖職者会議を再度圧力で屈服させ、立法権を放棄させた（聖職者の服従）。一方、議会は司教から教皇庁へ上納する初収入税を禁止する初収入税上納禁止法を可決したが、この時はまだ教皇からの離反が検討されなかったため、王に発効時期を委ねる仮禁止法の形を取った（2年後の1534年に正式に制定）。
1533年には、教皇と絶縁し主権国家を宣言する「上告禁止法」が制定された。これは遺言・結婚・離婚訴訟等が国王司法管轄権内で処理されることを命じ、教皇座・外国法廷からの召喚やそれらへの上訴を禁じ、国王離婚問題を王国内で処理することを当面の目的としていた。可決は4月だが、先立つ1月にヘンリー8世はカンタベリー大司教トマス・クランマーの立ち合いで妊娠中のアンと極秘結婚、4月（または5月）にクランマーが主宰する法廷でヘンリー8世とキャサリンの結婚無効、および王とアンの結婚は合法との判決が下された。教皇は判決を認めずヘンリー8世を破門したが、イングランドからの離反は止められなかった（9月にアンはエリザベスを出産）。

## 国王至上法の制定
1534年11月、宗教改革議会の第六会期において、イングランド国王を「イングランド国教会の地上における唯一最高の首長」と宣言する国王至上法が定められた。また、公職や教会の役職に就く者には、国王が王国や国教会の最高統治者であることを宣誓を行うことが義務化され（至上権承認の宣誓）、これを否定する者を大逆罪にかける反逆法も成立した。しかし、教義内容はカトリックのものとほとんど変わらなかった。
なお、この国王至上法が制定される前に聖職者の服従を立法化した聖職者服従法が制定、加えて王位継承法（第一継承法）も定められ、王とアンとの間の子が正統な王位継承権を持つことが確認された。第一継承法に対する宣誓を拒否したのがトマス・モア、ジョン・フィッシャーで、このことで2人は裁判にかけられ、1535年に刑死することになる。

## その後の展開
イングランド国教会の成立により、カトリックからの分離独立が確定した。その後、ヘンリー8世が1536年から1539年まで修道院解散を行い、解散に反対する反乱（恩寵の巡礼）に遭ったが鎮圧して修道院解散も完了、修道院の土地・財産を没収し、ジェントリなどへ安く分与したことで、王室の財源を潤して王権の強化をもたらすこととなった。また当時、人口が飽和状態となっていたロンドンでは、この教会・修道院の土地没収がさらなる都市開発の契機にもなった。
国王至上法の制定は、イングランドにおける宗教改革の重要な契機でありながらも、極めて政治的性格の強いものであった。そのため、教義内容をめぐる議論、そもそもの国教会の正統性などについては、エドワード6世、メアリー1世、エリザベス1世の時代に至るまで問題となった。